# Stilbophora gilviceps
Stilbophora gilviceps är en insektsart som beskrevs av Carl Stål. Stilbophora gilviceps ingår i släktet Stilbophora och familjen hornstritar. Inga underarter finns listade i Catalogue of Life.